# Syntheta xylitis
Syntheta xylitis là một loài bướm đêm trong họ Noctuidae.